# Taenaris submylaecha
Taenaris submylaecha är en fjärilsart som beskrevs av Rothschild 1915. Taenaris submylaecha ingår i släktet Taenaris och familjen praktfjärilar. Inga underarter finns listade i Catalogue of Life.